# Phyllophaga galeanae
Phyllophaga galeanae är en skalbaggsart som beskrevs av Saylor 1943. Phyllophaga galeanae ingår i släktet Phyllophaga och familjen Melolonthidae. Inga underarter finns listade i Catalogue of Life.